# Liste der Biografien/Bare
Liste der Biografien |
Portal Biografien |
Personensuche
# |
A |
B |
C |
D |
E |
F |
G |
H |
I |
J |
K |
L |
M |
N |
O |
P |
Q |
R |
S |
T |
U |
V |
W |
X |
Y |
Z |
?
 
Ba |
Be |
Bd |
Bg |
Bh |
Bi |
Bj |
Bl |
Bm |
Bn |
Bo |
Br |
Bs |
Bu |
Bw |
By |
Bz
 
Baa |
Bab |
Bac |
Bad |
Bae |
Baf |
Bag |
Bah |
Bai |
Baj |
Bak |
Bal |
Bam |
Ban |
Bao |
Bap |
Baq |
Bar |
Bas |
Bat |
Bau |
Bav |
Baw |
Bax–Baz
 
Bara |
Barb |
Barc |
Bard |
Bare |
Barf |
Barg |
Barh |
Bari |
Barj |
Bark |
Barl |
Barm |
Barn |
Baro |
Barp |
Barq |
Barr |
Bars |
Bart |
Baru |
Barv |
Barw |
Bary |
Barz
Die Liste der Biografien führt alle Personen auf, die in der deutschsprachigen Wikipedia einen Artikel haben. Dieses ist eine Teilliste mit 151 Einträgen von Personen, deren Namen mit den Buchstaben „Bare“ beginnt.

## Bare
- Baré (* 1982), brasilianischer Fußballspieler
- Bare, Bobby (* 1935), US-amerikanischer Country-Sänger und -SongwriterBobby Bare (* 1935)

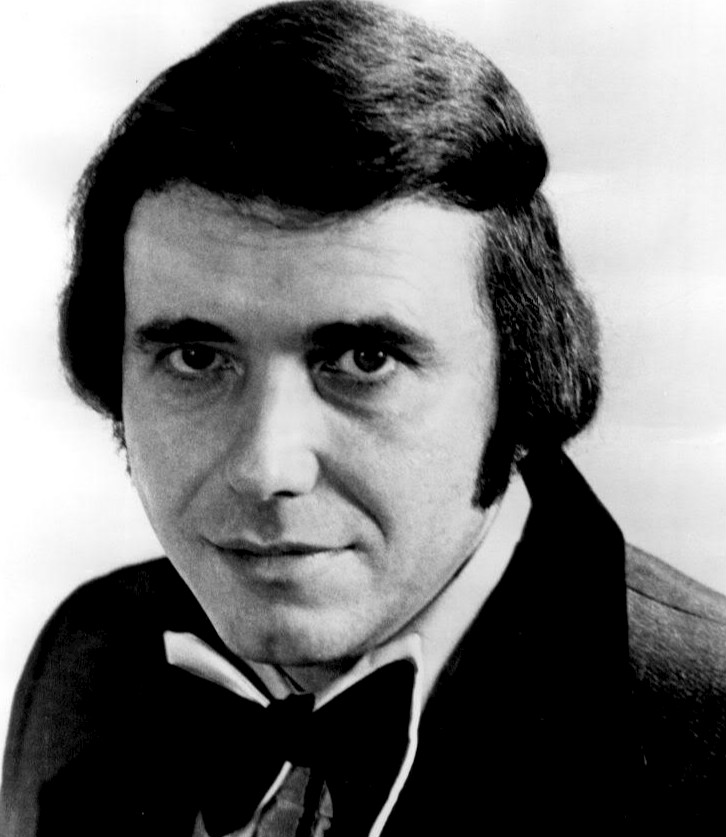
Bobby Bare (* 1935)

- Bare, Bobby Jr. (* 1966), US-amerikanischer Sänger und -Songwriter
- Baré, Emil (1870–1943), ungarischer Geiger
- Bare, Gregorio (* 1973), uruguayischer Radrennfahrer
- Bare, Keidi (* 1997), albanischer Fußballspieler
- Bare, Richard L. (1913–2015), US-amerikanischer Drehbuchautor, Regisseur und TV-Producer

### Barea
- Barea, Arturo (1897–1957), spanischer Schriftsteller
- Barea, Carlos (* 1954), uruguayischer Künstler und Dozent
- Barea, Carmen (* 1966), spanische Hockeyspielerin
- Barea, J. J. (* 1984), puerto-ricanischer Basketballspieler
- Barea-Kulcsar, Ilse (1902–1973), österreichische Journalistin, Autorin und Freiwillige im spanischen Bürgerkrieg
- Bareau, André (1921–1993), französischer Religionshistoriker, Orientalist und Tibetologe

### Baref
- Barefield, Eddie (1909–1991), US-amerikanischer Jazzmusiker, Arrangeur und Dirigent
- Barefield, Spencer (* 1953), amerikanischer Jazzmusiker (Gitarre, Komposition)

### Bareg
- Barega, Selemon (* 2000), äthiopischer Langstreckenläufer

### Barei
- Barei (* 1982), spanische Sängerin
- Bareigts, Ericka (* 1967), französische Politikerin, Mitglied der Nationalversammlung
- Bareikis, Arija (* 1966), US-amerikanische Schauspielerin
- Bareilles, Sara (* 1979), US-amerikanische Singer-Songwriterin, Pianistin und SchauspielerinSara Bareilles (* 1979)

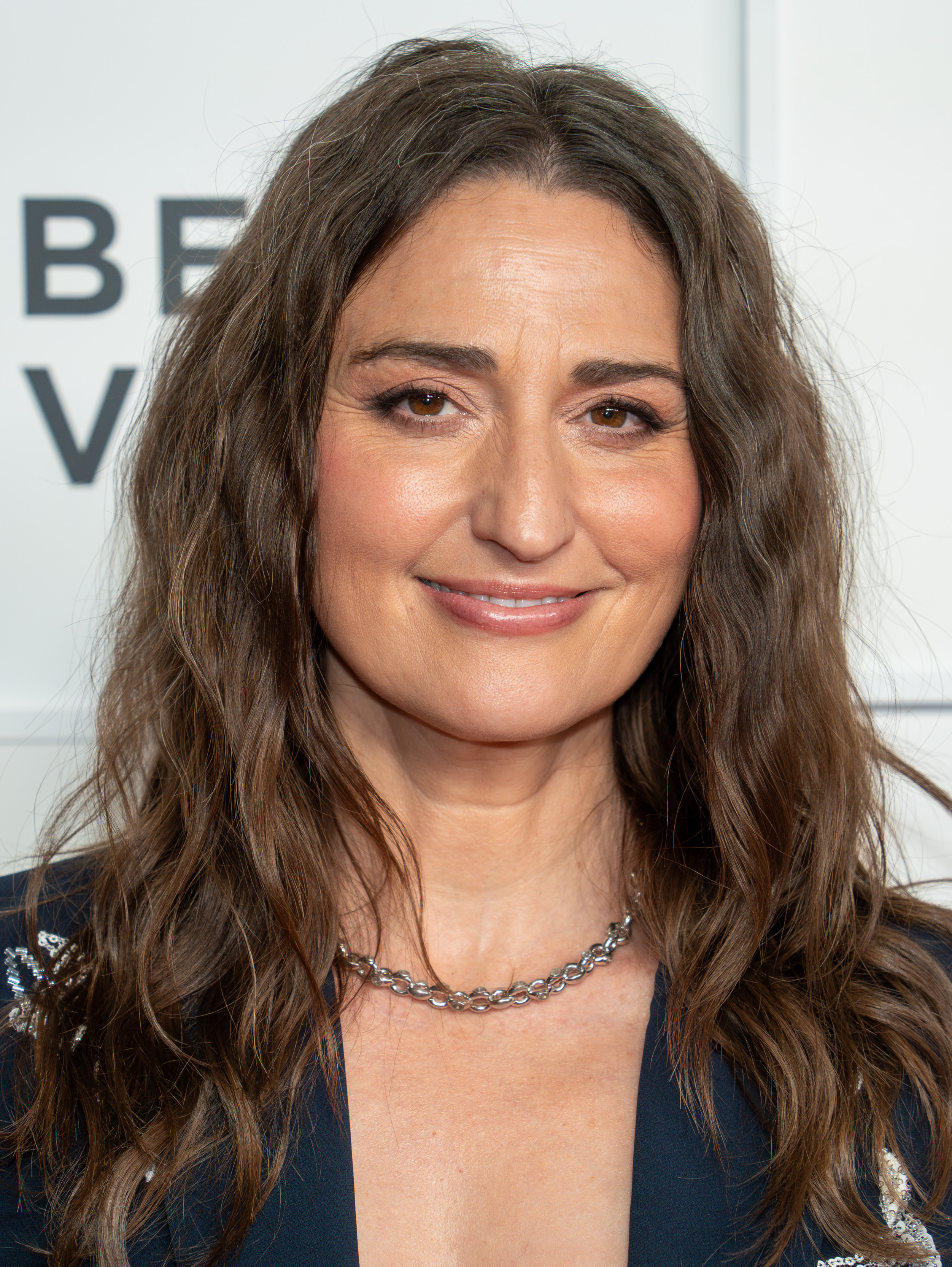
Sara Bareilles (* 1979)

- Bareiro, Adam (* 1996), paraguayischer Fußballspieler
- Bareiro, Cándido (1833–1880), paraguayischer Politiker
- Bareis, Ellen (1967–2024), deutsche Soziologin und Hochschullehrerin
- Bareis, Grace Marie (1875–1962), US-amerikanische Mathematikerin und Hochschullehrerin
- Bareis, Norbert (* 1958), deutscher TV-Redakteur und Autor
- Bareis, Peter (1940–2018), deutscher Steuerrechtler
- Bareišis, Jonas (* 1942), litauischer Ingenieurwissenschaftler
- Bareiss, Andreas (* 1960), deutscher Filmproduzent
- Bareiß, Conrad (1880–1958), deutscher Unternehmer
- Bareiss, Hans-Jürgen (* 1942), deutscher Pädagoge, Liederautor und Musiktherapeut
- Bareiss, Hermann (* 1944), deutscher Hotelier
- Bareiss, Karl Wilhelm (1819–1885), deutscher Architekt, Baubeamter und Hochschullehrer
- Bareiß, Ludwig (1822–1897), württembergischer Landtagsabgeordneter
- Bareiß, Thomas (* 1975), deutscher Politiker (CDU), MdBThomas Bareiß (* 1975)

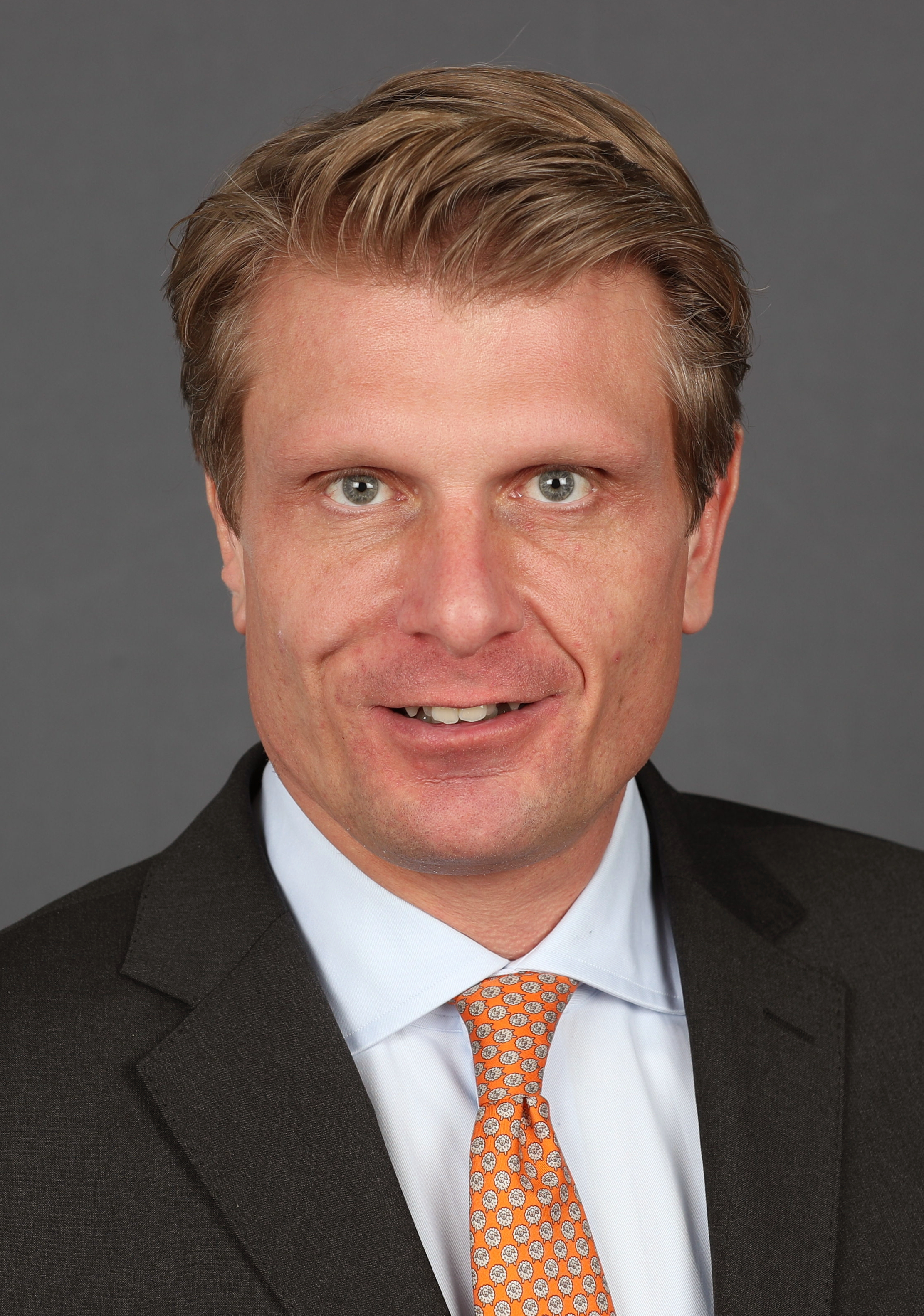
Thomas Bareiß (* 1975)

- Bareiter, Franz (1903–1985), deutscher Politiker (FDP), MdL
- Bareither, Christoph (* 1982), deutscher Kulturwissenschaftler und Hochschullehrer

### Barej
- Bareja, Stanisław (1929–1987), polnischer Filmregisseur
- Barejew, Jewgeni Ilgisowitsch (* 1966), russischer Schachspieler
- Barejscha, Pawel (* 1991), belarussischer Hammerwerfer

### Barek
- Bareket, Or, israelischer Jazzmusiker (Kontrabass, Komposition)
- Barekow, Nikolaj (* 1972), bulgarischer Politiker, MdEP
- Barekzai, Hashmatullah (* 1987), afghanischer Fußballspieler
- Barekzai, Rafi (* 1990), afghanischer Fußballspieler

### Barel
- Barel, Fabien (* 1980), französischer Mountainbiker
- Barel, Olesja Iwanowna (* 1960), russische Basketballspielerin
- Barel, Robert Alexander (* 1957), niederländischer Triathlet
- Barela, Alessia (* 1974), italienische Schauspielerin
- Bareła, Stefan (1916–1984), polnischer Bischof von Częstochowa, Polen
- Barell, Emil (1874–1953), Schweizer Chemiker und Unternehmer
- Barell, Ida (1856–1927), Schweizer Ethnologin
- Barella, Giovanni Angelo († 1695), italienischer Baumeister in Kurmainz
- Barella, Mauro (* 1956), italienischer Leichtathlet
- Barella, Nicolò (* 1997), italienischer FußballspielerNicolò Barella (* 1997)

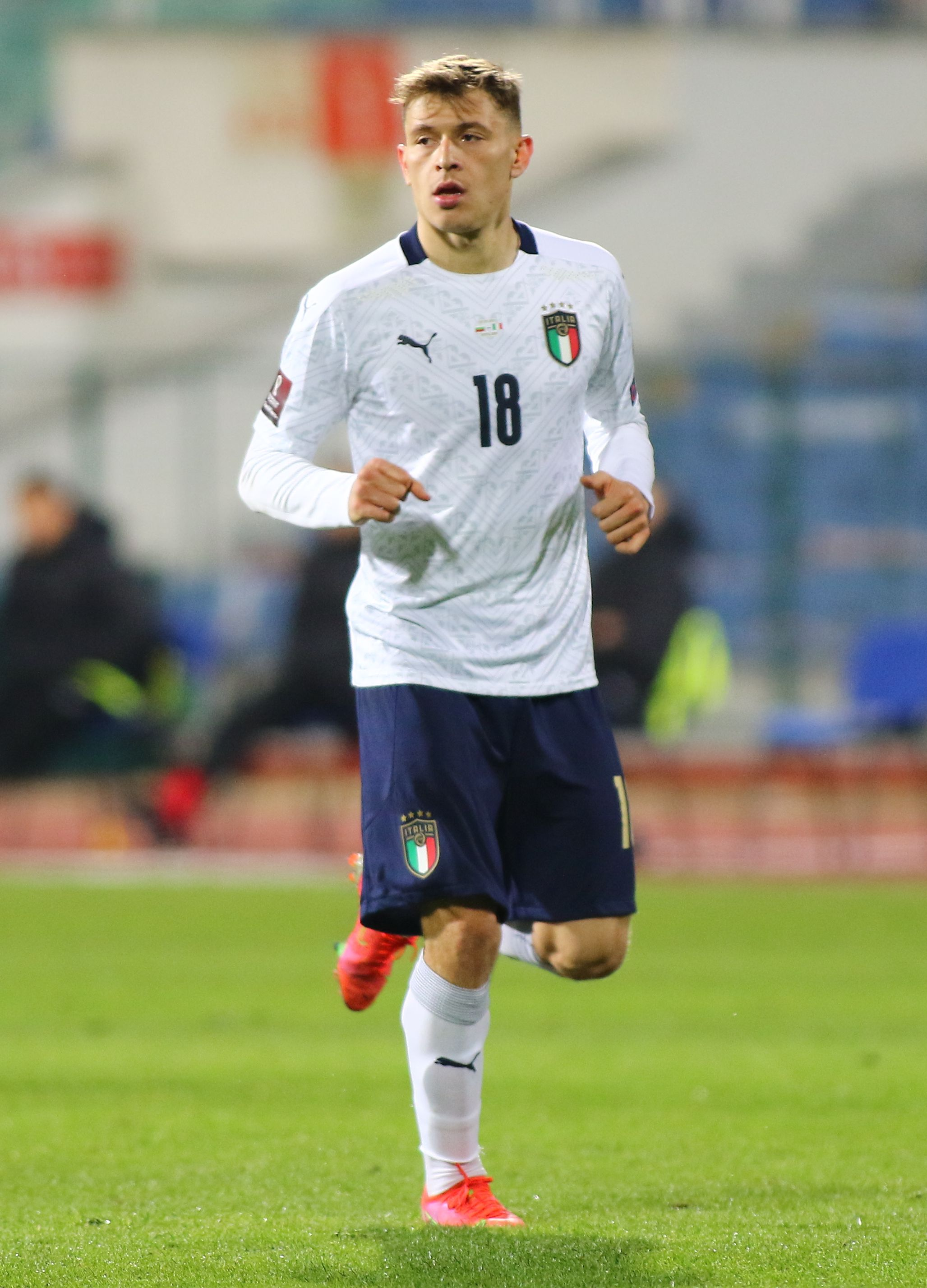
Nicolò Barella (* 1997)

- Barella, Washington (* 1964), brasilianischer Oboist
- Barelli, Agostino (1627–1697), italienischer Baumeister und Architekt
- Barelli, Aimé (1917–1995), französischer Jazztrompeter und Bandleader
- Barelli, Armida (1882–1952), italienische katholische Aktivistin
- Barelli, Minouche (1947–2004), französisch-monegassische Sängerin
- Barelli, Paolo (* 1954), italienischer Schwimmsportfunktionär
- Barelli, Walter (1938–2019), brasilianischer Wirtschaftswissenschaftler und Politiker
- Barelwi, Sayyid Ahmad (1786–1831), islamischer Reformer und Führer der Bewegung Tariqa-yi Muhammadiya

### Barem
- Baremes, Jean Bosco (* 1960), papua-neuguineischer Ordensgeistlicher, Bischof von Port-Vila

### Baren
- Baren, Jan Anton van der (1615–1686), flämischer Maler, Zeichner, Priester und Museumskonservator
- Baren, Josse van der, flämischer Maler und Zeichner
- Barenblatt, Grigori Isaakowitsch (1927–2018), russischer Mathematiker
- Barenboim, Daniel (* 1942), israelischer Pianist und Dirigent russischer AbstammungDaniel Barenboim (* 1942)

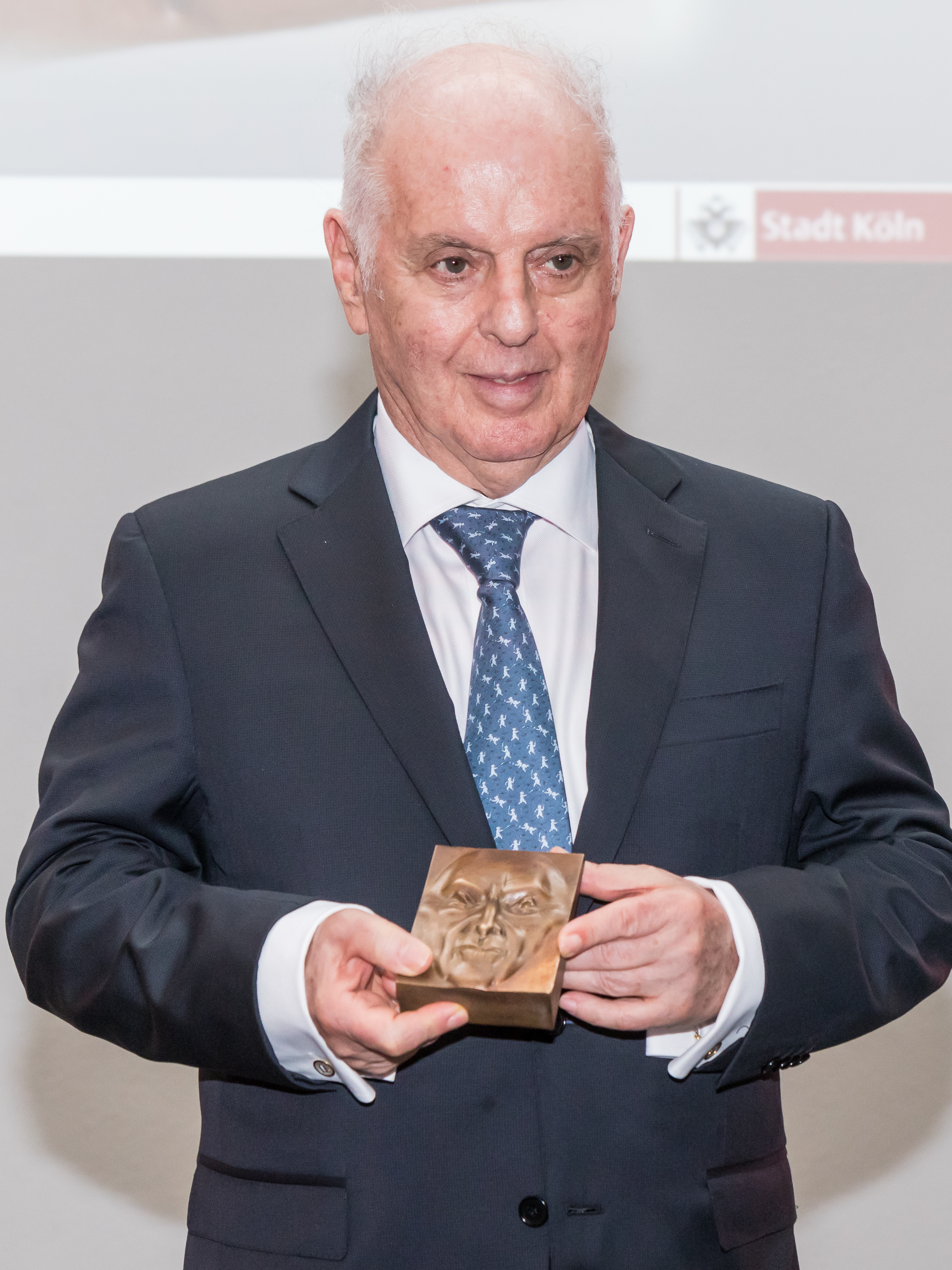
Daniel Barenboim (* 1942)

- Barenboim, Michael (* 1985), klassischer Violinist
- Bärenbold, Kuno (1946–2008), deutscher Schriftsteller, Zimmermann
- Bärenbold, Lisa Maria (* 1988), Schweizer Schauspielerin
- Barenbroch, Heinrich († 1587), evangelischer Pfarrer und Reformator der Stadt Essen
- Bärend, Hartmut (* 1942), deutscher evangelischer Theologe und Generalsekretär der Arbeitsgemeinschaft Missionarische Dienste
- Bärend, Irmhild (1939–2022), deutsche Journalistin, Redakteurin und Autorin
- Bärendorf, Axel (* 1957), deutscher Politiker (parteilos), ehemaliger Bürgermeister
- Barendrecht, Monica (* 1953), deutsche Bibliothekarin und literarische Übersetzerin
- Barendregt, Henk (* 1947), niederländischer mathematischer Logiker
- Barendregt, Jaap (1905–1952), niederländischer Fußballspieler
- Barendregt, Jan (* 1881), niederländischer Landwirt und Nationalsozialist (Nationaal-Socialistische Beweging)
- Barends, Margriet (* 1958), niederländische Bildhauerin und Malerin
- Barendse, Ralph (* 1977), niederländischer Trance-DJ und Musikproduzent
- Barendsz, Dirck (1534–1592), niederländischer Maler
- Bärenfänger, Erich (1915–1945), deutscher Generalmajor im Zweiten Weltkrieg
- Bärenfänger, Max (1860–1929), deutscher Porträtmaler, Radierer, Lithograf und Holzschneider
- Bärenfänger, Rolf (* 1955), deutscher Archäologe und Direktor der Ostfriesischen Landschaft
- Bärenfels, Arnold von († 1414), Schweizer Ritter und Bürgermeister
- Bärenfels, Johannes von († 1495), Bürgermeister von Basel
- Bärenfels, Konrad von († 1372), Bürgermeister von Basel
- Bärengrub, Alo (* 1984), estnischer Fußballspieler
- Bärenhart, Rudolph (1814–1836), österreichischer Bildhauer
- Bärenklau, Voxi (* 1960), deutscher Kameramann und Lichtdesigner
- Bärenkopf, Ignaz (1741–1809), ungarischer katholischer Hochschullehrer, Titularbischof und Autor
- Bärenmädchen von Krupina, ungarisches Findelkind
- Bareño, Rubén (* 1944), uruguayischer Fußballspieler
- Barens, Edgar (* 1960), US-amerikanischer Dokumentarfilmer
- Bärens, Julius (1816–1898), deutscher Pädagoge, Abgeordneter und Publizist
- Barenscheer, Friedrich (1892–1979), deutscher Lehrer und Archivar, Rektor, Heimatforscher und Sachbuch-Autor
- Barensfeld, Elise (* 1796), deutsche Sängerin
- Bärensprung, Friedrich von (1779–1841), Oberbürgermeister von Berlin
- Bärensprung, Friedrich Wilhelm (1829–1881), deutscher Hofbuchdrucker und Verleger
- Bärensprung, Friedrich Wilhelm Felix von (1822–1864), deutscher Dermatologe
- Bärensprung, Georg (1860–1935), sächsischer Generalleutnant
- Bärensprung, Hans Wilhelm (1800–1844), deutscher Hofbuchdrucker und Verleger in Schwerin
- Bärensprung, Johann († 1803), deutscher Druckereibesitzer, Verleger und Hofbuchdrucker in Schwerin
- Bärensprung, Justus Heinrich Christoph (1789–1832), deutscher Unternehmer, Zeitungsredakteur und -verleger in Schwerin
- Bärensprung, Karl von (1811–1879), deutscher Jurist, Rittergutsbesitzer und Politiker, MdR
- Bärensprung, Wilhelm († 1761), deutscher Druckereibesitzer und Hofbuchdrucker in Schwerin
- Bärensprung, Wilhelm († 1801), deutscher Druckereibesitzer, Verleger und Hofbuchdrucker in Schwerin
- Bärensprung, Wilhelm Ferdinand (1792–1855), deutscher Pfarrer und Schriftsteller
- Bärenstein, Christoph von, deutscher Beamter
- Barenthin, Walter (1888–1959), deutscher Generalmajor im Zweiten Weltkrieg
- Barents, Willem († 1597), niederländischer Seefahrer und EntdeckerWillem Barents († 1597)

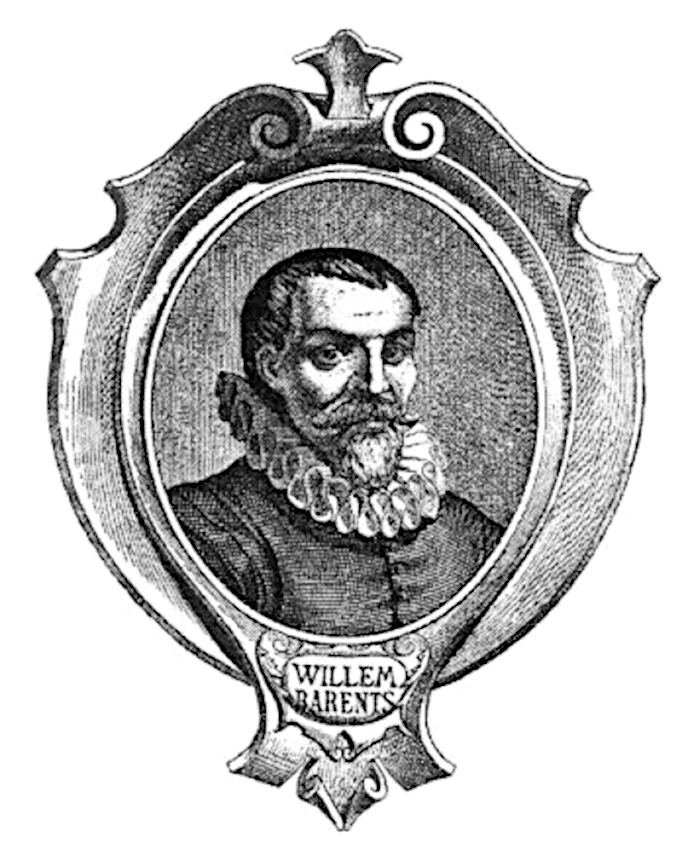
Willem Barents († 1597)

- Barényi, Béla (1907–1997), österreichischer Autokonstrukteur, Pionier der passiven Sicherheit im Automobilbau
- Barényi, Milan (* 1974), slowakischer Cyclocross-, Mountainbike- und Straßenradrennfahrer
- Bärenz, Anne (1950–2005), deutsche Sängerin und Pianistin
- Bärenz, Martin (* 1956), deutscher Cellist, Kontrabassist, Komponist und Arrangeur
- Bärenz, Reinhold (1942–2023), deutscher römisch-katholischer Pastoraltheologe

### Barer
- Barer, Amichai (* 1991), kanadischer Pokerspieler
- Barer, Ariela (* 1998), US-amerikanische Schauspielerin
- Barer, Libe (* 1991), US-amerikanische Filmschauspielerin
- Barère, Bertrand (1755–1841), französischer Revolutionär und Politiker
- Barere, Simon (1896–1951), russischer Pianist

### Bares
- Bares, Alessandro (* 1970), italienischer Pianist, Violinist, Dirigent und Musikherausgeber
- Bareš, Daniel (* 1998), tschechischer Fußballspieler
- Barès, Gabriel (* 2000), schweizerisch-französischer Fussballspieler
- Barès, Jérémy (* 1983), französischer Gitarrist
- Barès, Louis (* 1930), französischer Radrennfahrer
- Bares, Nikolaus (1871–1935), deutscher römisch-katholischer Bischof
- Bares, Peter (1936–2014), deutscher Organist, Komponist für Kirchenmusik und Dichter
- Baresch, Georg, böhmischer Gelehrter, Jurist und Alchemist
- Baresch, Kurt (* 1919), deutscher Maschinenbauingenieur und Politiker (NDPD), MdV
- Baresch, Martin (* 1954), deutscher Schriftsteller und Übersetzer
- Baresch, Pia (* 1974), österreichische Schauspielerin
- Baresel, Alfred (1893–1984), deutscher Musikkritiker und Musikschriftsteller
- Baresel, Carl (1899–1961), deutscher Bauunternehmer
- Baresel, Walter (1913–1998), deutscher Fußballfunktionär
- Baresel, Werner (1911–1991), deutscher Jurist
- Baresi, Franco (* 1960), italienischer Fußballspieler und -trainerFranco Baresi (* 1960)

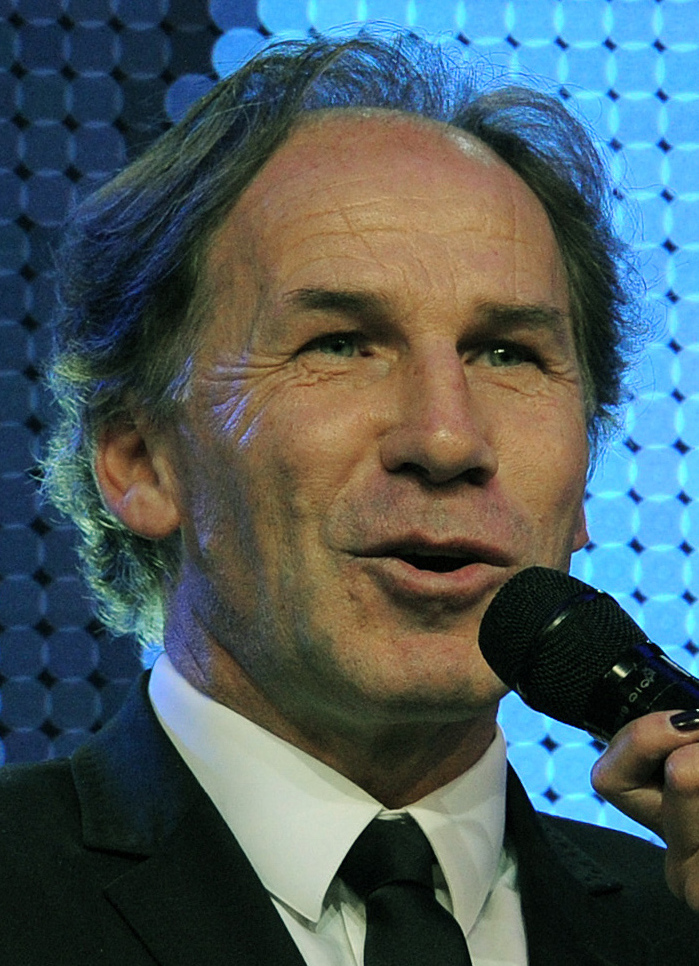
Franco Baresi (* 1960)

- Baresi, Giuseppe (* 1958), italienischer Fußballspieler und Fußballtrainer
- Baresi, Regina (* 1991), italienische Fußballspielerin
- Barešić, Miro (1950–1991), jugoslawischer Terrorist
- Barešová, Denisa (* 1995), tschechische Schauspielerin

### Baret
- Bareth, Hermann (* 1887), deutscher Verwaltungsjurist
- Baretja, Bernat, katalanischer Komponist und Chormeister der Escolania de Montserrat
- Baretta, Louis (1866–1928), belgischer Porträtmaler des Symbolismus
- Baretti, Giuseppe (1719–1789), italienischer Schriftsteller und Übersetzer
- Baretzki, Stefan (1919–1988), deutscher SS-Sturmmann in Auschwitz

### Bareu
- Bareuther, Ernst (1838–1905), böhmisch-österreichischer Politiker
- Bareuther, Liesl (1894–1970), österreichische Malerin

### Barew
- Barewycz, Toma (1836–1894), österreichisch-ukrainischer Politiker

### Barez
- Barez, Arne (* 1978), deutscher Fußballspieler und -trainer
- Bareza, Nikša (1936–2022), jugoslawischer bzw. kroatischer Dirigent
- Barezzi, Antonio (1787–1867), Mäzen